# Aprikosfingersvamp
Aprikosfingersvamp (Clavulinopsis luteoalba) är en svampart som först beskrevs av Rea, och fick sitt nu gällande namn av Corner 1950. Aprikosfingersvamp ingår i släktet Clavulinopsis,  och familjen fingersvampar.  Arten är reproducerande i Sverige. Inga underarter finns listade.